# Lista de prefeitos de Senador Elói de Souza
Esta é a lista de prefeitos de Senador Elói de Souza, município brasileiro do estado do Rio Grande do Norte.
| Nº | Prefeito                             | Imagem                 | Partido                     | Início do mandato       | Fim do mandato         | Vice-prefeito                   | Observações                           |
| --- | ------------------------------------ | ---------------------- | --------------------------- | ----------------------- | ---------------------- | ------------------------------- | ------------------------------------- |
| Elevado à categoria de município e distrito com a denominação de Caiada, pela lei estadual nº 2.335, de 31 de dezembro de 1958. |                                      |                        |                             |                         |                        |                                 |                                       |
| Prefeitos de Caiada |                                      |                        |                             |                         |                        |                                 |                                       |
| 1 | José Gomes da Silva                  |                        | PSD                         | 15 de fevereiro de 1959 | 31 de janeiro de 1960  | —                               | Prefeito nomeado                      |
| 2 | Vinicius Garcia Freire               |                        | ARENA                       | 31 de janeiro de 1960   | 27 de dezembro de 1963 | Francisco Maurício de Souza     | Prefeito e vice eleitos               |
| Pela lei estadual nº 3.032, de 27 de dezembro de 1963, o município de Caiada passou a denominar-se Senador Elói de Souza.       |                                      |                        |                             |                         |                        |                                 |                                       |
| Prefeitos de Senador Elói de Souza                                                                                              |                                      |                        |                             |                         |                        |                                 |                                       |
| 2 | Vinicius Garcia Freire               |                        | ARENA                       | 27 de dezembro de 1963  | 18 de abril de 1964    | Francisco Maurício de Souza     | Prefeito e vice eleitos               |
| 3 | João Ferreira Rodrigues              |                        | UDN                         | 18 de abril de 1964     | 23 de maio de 1964     | —                               | Prefeito interino                     |
| 4 | Bráulio Rodrigues do Nascimento      |                        | UDN                         | 23 de maio de 1964      | 31 de janeiro de 1965  | Erociano de Freitas             | Prefeito e vice eleitos indiretamente |
| 5 | Euclides Lins de Oliveira            |                        | UDN                         | 31 de janeiro de 1965   | 31 de janeiro de 1970  | Luiz de Lira                    | Prefeito e vice eleitos               |
| 6 | Anália Maurício Maciel de Souza      |                        | ARENA                       | 31 de janeiro de 1970   | 31 de janeiro de 1973  | Hortêncio Ribeiro da Costa      | Prefeita e vice eleitos               |
| 7 | Euclides Lins de Oliveira            |                        | ARENA                       | 31 de janeiro de 1973   | 30 de abril de 1975    | Cícero Lins de Oliveira         | Prefeito e vice eleitos               |
| 8 | Cícero Lins de Oliveira              |                        | ARENA                       | 30 de abril de 1975     | 31 de janeiro de 1977  | —                               | Vice-prefeito eleito no cargo         |
| 9 | Anália Maurício Maciel de Souza      |                        | MDB                         | 31 de janeiro de 1977   | 31 de janeiro de 1983  | não encontrado                  | Prefeita e vice eleitos               |
| 10 | Nancy Fernandes de Lima              |                        | PDS                         | 31 de janeiro de 1983   | 31 de dezembro de 1988 | não encontrado                  | Prefeita e vice eleitos               |
| 11 | Adilson de Oliveira Pereira          |                        | PL                          | 1º de janeiro de 1989   | 31 de dezembro de 1992 | João Lourenço de Morais         | Prefeito e vice eleitos               |
| 12 | José Azevedo de Oliveira             |                        | PDS                         | 1º de janeiro de 1993   | 31 de dezembro de 1996 | Ozias Teodósio de Melo          | Prefeito e vice eleitos               |
| 13 | Adilson de Oliveira Pereira          |                        | PPB                         | 1º de janeiro de 1997   | 31 de dezembro de 2004 | não encontrado                  | Prefeito e vice eleitos               |
| 13 | Adilson de Oliveira Pereira          | PP                     | Prefeito e vice reeleitos   | 1º de janeiro de 1997   | 31 de dezembro de 2004 | não encontrado                  |                                       |
| 14 | Ozailton Teodósio de Melo            |                        | PFL                         | 1º de janeiro de 2005   | 31 de dezembro de 2008 | Manoel Ribeiro da Silva         | Prefeito e vice eleitos               |
| 15 | Kerginaldo Medeiros de Araújo        |                        | PMDB                        | 1º de janeiro de 2009   | 31 de março de 2016    | Manoel Ribeiro da Silva         | Prefeito eleito e vice reeleito       |
| 15 | Kerginaldo Medeiros de Araújo        | Grimalde Ferreira Lins | PMDB                        | 1º de janeiro de 2009   | 31 de março de 2016    | Prefeito reeleito e vice eleito |                                       |
| 16 | Grimalde Ferreira Lins               |                        | PT                          | 31 de março de 2016     | 31 de dezembro de 2020 | —                               | Vice-prefeito eleito no cargo         |
| 16 | Grimalde Ferreira Lins               | PTB                    | Antônio Pereira Lima Júnior | 31 de março de 2016     | 31 de dezembro de 2020 | Prefeito reeleito e vice eleito |                                       |
| 17 | Maciel Gomes da Silva                |                        | Antônio Pereira Lima Júnior | PL                      | 1º de janeiro de 2021  | 31 de dezembro de 2024          | Prefeito eleito e vice reeleito       |
| 18 | Kerginaldo Medeiros de Araújo Júnior |                        | MDB                         | 1º de janeiro de 2025   | até a atualidade       | Grimalde Ferreira Lins          | Prefeito e vice eleitos               |